# Dardanella

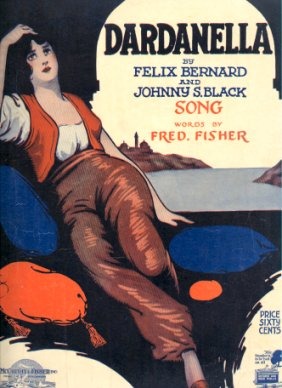

Dardanella est un morceau composé par Felix Bernard, Johnny S. Black et Fred Fisher en 1919, enregistré par Art Tatum le 25 juin 1949, mais aussi par Willie ''The Lion'' Smith et Louis Armstrong.